# 馬西塞阿區
馬西塞阿區（西班牙語：Distrito de Masisea），是秘魯的一個區，位於該國東部烏卡亞利大區的波蒂略上校省，始建於1900年10月13日，面積14,102.2平方公里，海拔高度129米，2005年人口11,789，人口密度每平方公里0.84人。